# Wilson Township (comté de Putnam, Missouri)
Pour les articles homonymes, voir Wilson Township et Wilson.
Wilson Township est un ancien township, situé dans le comté de Putnam, dans le Missouri, aux États-Unis,.